# أوميش
أوميش (بالكرواتية: Omiš)، مدينة تتبع مقاطعة سبليت-دالماسيا في كرواتيا. بلغ عدد سكانها 14,936 نسمة بحسب إحصاء سنة 2011.

## توأمة
لأوميش اتفاقيات توأمة مع كل من:
- ريازان
- Diksmuide [الإنجليزية]‏
- زاغري أب سافي
- هافروف
- San Felice del Molise [الإنجليزية]‏
- Bol, Croatia [الإنجليزية]‏
- Nepomuk [الإنجليزية]‏
- بوبراد